# Resort sv. František

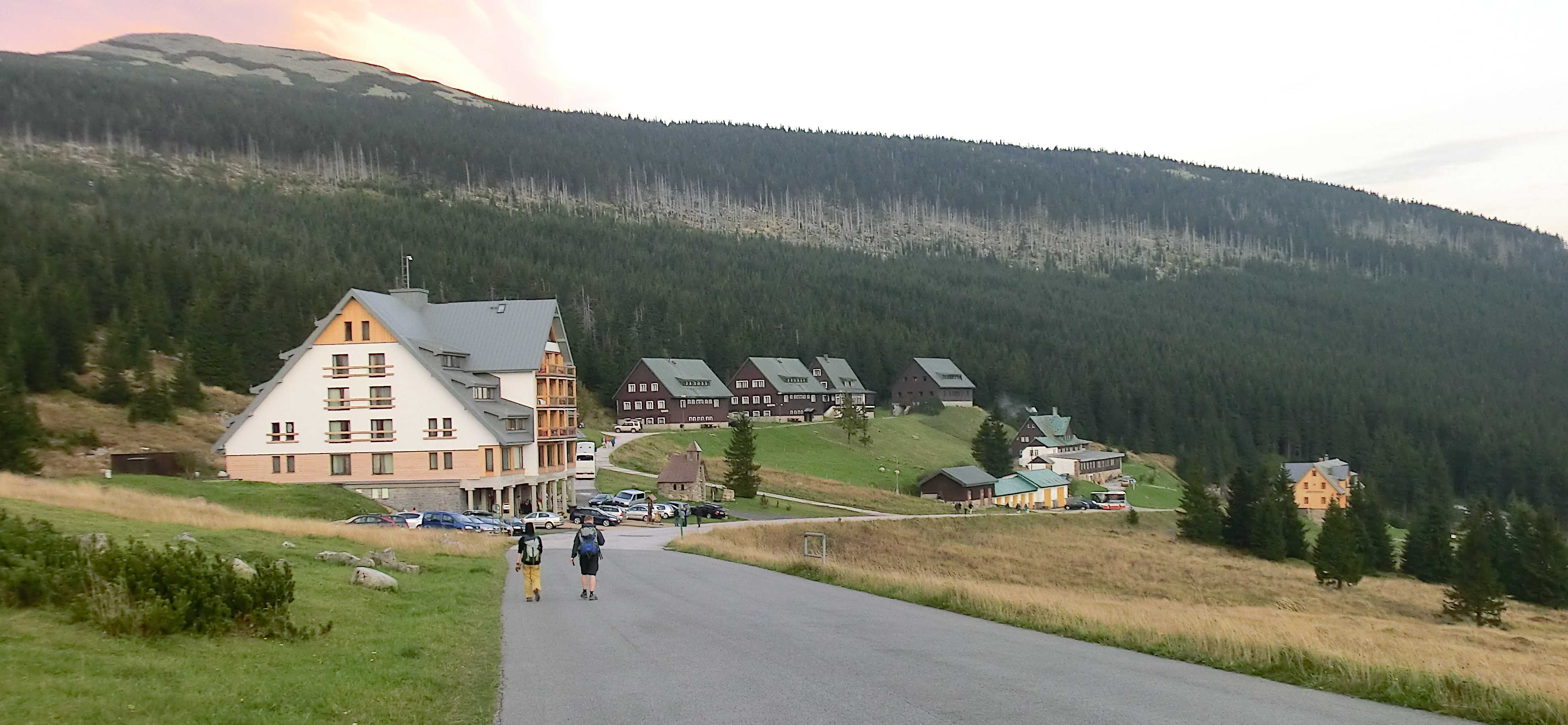
Celý komplex pod Malým Šišákem: Erlebachova bouda, penziony David a Martin a vila Tereza, zotavovna Malý Šišák a Josefova bouda

Resort sv. František je skupinou horských bud, která se nachází pod horou Malý Šišák v hlavním hřebeni Krkonoš. Tvoří ho pět budov Erlebachova bouda, Josefova bouda, penziony Martin a David, a vila Tereza. Náleží k základní sídelní jednotce Špindlerovka v obci Špindlerův Mlýn.

## Jednotlivé budovy
Resort tvoří pět budov a kaplička:
- Erlebachova bouda (hlavní budova č.p. 109)
  - kaplička sv. Františka z Assisi
  - budova č.p. 1 (penzion David)
  - budova č.p. 8 (penzion Martin)
  - budova č.p. 110 (vila Tereza)
- Josefova bouda (č.p. 194).

## Historie
Resort založili manželé Martina a Jiří Tomáškovi, kteří si nejprve v roce 1998 pronajali Erlebachovu boudu a poté ji odkoupili, načež ji spojili s Josefovou boudou a dalšími budovami do komplexu pod jedním vedením. Následoval rychlý rozvoj, přičemž je viditelná snaha o aspoň symbolické navrácení hospodářských zvířat, o rozšíření duchovní stránky rekreace a o estetické úpravy hotelového komplexu.
V letech 2009 a 2010 byla opravena a zmodernizována Josefova bouda, dílčí a stále razantnější úpravy hlavní budovy přešly v důkladnou přestavbu Erlebachovy boudy v roce 2011, v letech 2013 až 2014 byla dostavěna veranda směrem k silnici (napodobující styl tradičních krkonošských staveb) a v roce 2021 byla dokončena dostavba prostor pro wellness směrem proti svahu a  rozšíření kapacity objektu o novou část zvanou Stodola. 
Komplex klade důraz na propojení pobytu s přírodou, duchovními hodnotami i tradicí horského života. Pro katolicky orientované návštěvníky zde byla roku 2007 vystavěna a vysvěcena kamenná Kaplička sv. Františka z Assisi, je volně přístupná a slouží i pro příležitostné mše. Kaplička byla medializována např. v Českém rozhlase.
Resort také dlouhodobě podporuje udržitelný turismus a návrat hospodářských zvířat do horské krajiny.

## Webkamery
Pro příznivce moderních technologií byla na střechu domu po rekonstrukci umístěna otočná webkamera společnosti COMAnet, poskytující celodenní streamové video. Na přilehlé Josefově boudě je umístěna pevná webkamera, která naopak nabízí pevný pohled na samotnou Erlebachovu boudu, a to v HD kvalitě.